# 紐馬爾凱特 (阿拉巴馬州)
紐馬爾凱特（英語：New Market）是一個位於美國阿拉巴馬州麥迪遜縣的非建制地區和人口普查指定地區。根據2010年美國人口普查，該地人口為1597人，而該地的面積約為45.48平方千米。

## 地理
紐馬爾凱特的座標為34°54′22″N 86°25′34″W / 34.90611°N 86.42611°W，而該地最高點為海拔高度231米（即758英尺）。